# Клод Кокбърн
Франсис Клод Кокбърн (на английски: Francis Claud Cockburn) е виден британски журналист и писател, известен с комунистическите си убеждения. Братовчед на писателя Ивлин Уо.

## Биография
Кокбърн е роден в семейство на британски дипломат в Пекин, Китай през 1904 година. След като завършва Оксфордския университет, започва работа като журналист в „Таймс“. Работи като кореспондент в Германия и САЩ преди да напусне в 1933 година. След това издава издава собствено списание „Уийк“ до 1941 г. Под псевдоним Кокбърн пише и за британския комунистически вестник „Морнинг Стар“.
Негова внучка е американската актриса Оливия Уайлд.